# Loubens (Gironda)
Loubens é uma comuna francesa na região administrativa da Nova Aquitânia, no departamento da Gironda. Estende-se por uma área de 5,94 km². Em 2010 a comuna tinha 314 habitantes (densidade: 52,9 hab./km²).